# Étourvy
Étourvy ist eine französische Gemeinde mit 144 Einwohnern (Stand: 1. Januar 2022) im  Département Aube in der Region Grand Est (vor 2016 Champagne-Ardenne). Sie gehört zum Arrondissement Troyes und zum Kanton Les Riceys. Die Einwohner werden Stolviciens genannt.

## Geographie
Étourvy liegt etwa 46 Kilometer südsüdöstlich von Troyes. Hier taucht das im Untergrund versickerte Flüsschen Landion wieder an der Oberfläche auf. Umgeben wird Étourvy von den Nachbargemeinden Chesley im Norden, Balnot-la-Grange im Nordosten, Villiers-le-Bois im Nordosten und Osten, Quincerot im Osten, Trichey im Süden, Mélisey im Süden und Südwesten sowie Lignières im Westen.

## Bevölkerungsentwicklung
| Jahr                       | 1962 | 1968 | 1975 | 1982 | 1990 | 1999 | 2006 | 2011 | 2019 |
| Einwohner                  | 261  | 245  | 228  | 219  | 190  | 196  | 217  | 201  | 169  |
| Quellen: Cassini und INSEE |      |      |      |      |      |      |      |      |      |

## Sehenswürdigkeiten
- Kirche Saint-Georges
- Ehemalige Mühle
- Brunnenkreuz Saint-Georges aus dem 16. Jahrhundert, Monument historique seit 1942